# Kevin Cogan
Kevin Cogan, ameriški dirkač Formule 1, * 31. marec 1956, Culver City, Kalifornija, ZDA.

## Življenjepis
V svoji karieri je nastopil le na dveh severnoameriških dirkah, Veliki nagradi Kanade v sezoni 1980 in Veliki nagradi zahodnih ZDA v sezoni 1981, obakrat pa se mu ni uspelo kvalificirat na dirko.

## Popolni rezultati Formule 1
(legenda) (odebeljene dirke pomenijo najboljši štartni položaj, poševne pa najhitrejši krog, †-uvrščen kljub odstopu)
| Leto | Moštvo                     | Šasija         | Motor       | 1        | 2   | 3   | 4    | 5   | 6   | 7   | 8   | 9   | 10  | 11  | 12  | 13      | 14  | 15  | Prv | Toč |
| ---- | -------------------------- | -------------- | ----------- | -------- | --- | --- | ---- | --- | --- | --- | --- | --- | --- | --- | --- | ------- | --- | --- | --- | --- |
| 1980 | RAM / Rainbow Jeans Racing | Williams FW07B | Cosworth V8 | ARG      | BRA | JAR | ZZDA | BEL | MON | FRA | VB  | NEM | AVT | NIZ | ITA | KAN DNQ | ZDA |     | -   | 0   |
| 1981 | Tyrrell Racing             | Tyrrell 010    | Cosworth V8 | ZZDA DNQ | BRA | ARG | SMR  | BEL | MON | ŠPA | FRA | VB  | NEM | AVT | NIZ | ITA     | KAN | LVE | -   | 0   |